# Le Bec-Hellouin
Le Bec Hellouin là một xã thuộc tỉnh Eure trong vùng Normandie miền bắc nước Pháp.